# نيك شيبارد
نيك شيبارد (بالإنجليزية: Nick Sheppard)‏ هو عازف قيثارة بريطاني، ولد في 28 نوفمبر 1960 في برستل في المملكة المتحدة.

## وصلات خارجية
- نيك شيبارد على موقع ميوزك برينز (الإنجليزية)
- نيك شيبارد على موقع ديسكوغز (الإنجليزية)